# Nebelidae
Famille
Les Nebelidae sont une famille d'amibes de l'ordre des Arcellinidés (classe des Tubulinés).

## Étymologie
Le nom de la famille vient du genre type Nebela, qui, d’après Joseph Leidy, viendrait du grec νεβελ / nebel « bouteille » ; or le mot nebel  n’existant pas en langue grecque ancienne, on peut se référer à la phrase nominale « Καὶ νεβελ οἴνου / Kaí nebel oínou », traduite par « Et une bouteille de vin », traduction de l'hébreu « וְנֵבֶל יַ֔יִן / Et Nevel Yayin ». Par ce sens « bouteille », Leidy a probablement voulu se référer à la forme de la coquille de cet organisme.

## Description
Le genre type Nebela a un test arrondi, ovoïde-pyriforme ou largement piriforme, rarement avec une carène (partielle ou complète) ou d'autres expansions latérales, avec ou sans marges latérales ondulées. Ses pseudostomes sont linéaires à fortement courbés, bordés d'une lèvre organique plus ou moins fine (bord, collier ou frange). Le test est hyalin ou légèrement jaunâtre, renforcé par des plaques coquillières circulaires à allongées apparemment recyclées principalement à partir de proies d'amibes testacées euglyphides,, comprenant parfois également des fragments de frustules de diatomées, ou d'autres petits éléments minéraux.
L'espèce type Nebela collaris, a un test de grande taille, piriforme, légèrement jaunâtre ou brunâtre, comprimé latéralement avec de petits pores latéraux dont le nombre est variable. Le test est principalement composé de plaques ovales ou circulaires, ou uniquement de ciment organique. Le col est très court ou presque absent, avec une ouverture qui peut être linéaire, légèrement ou fortement courbée, entourée d'un col organique.

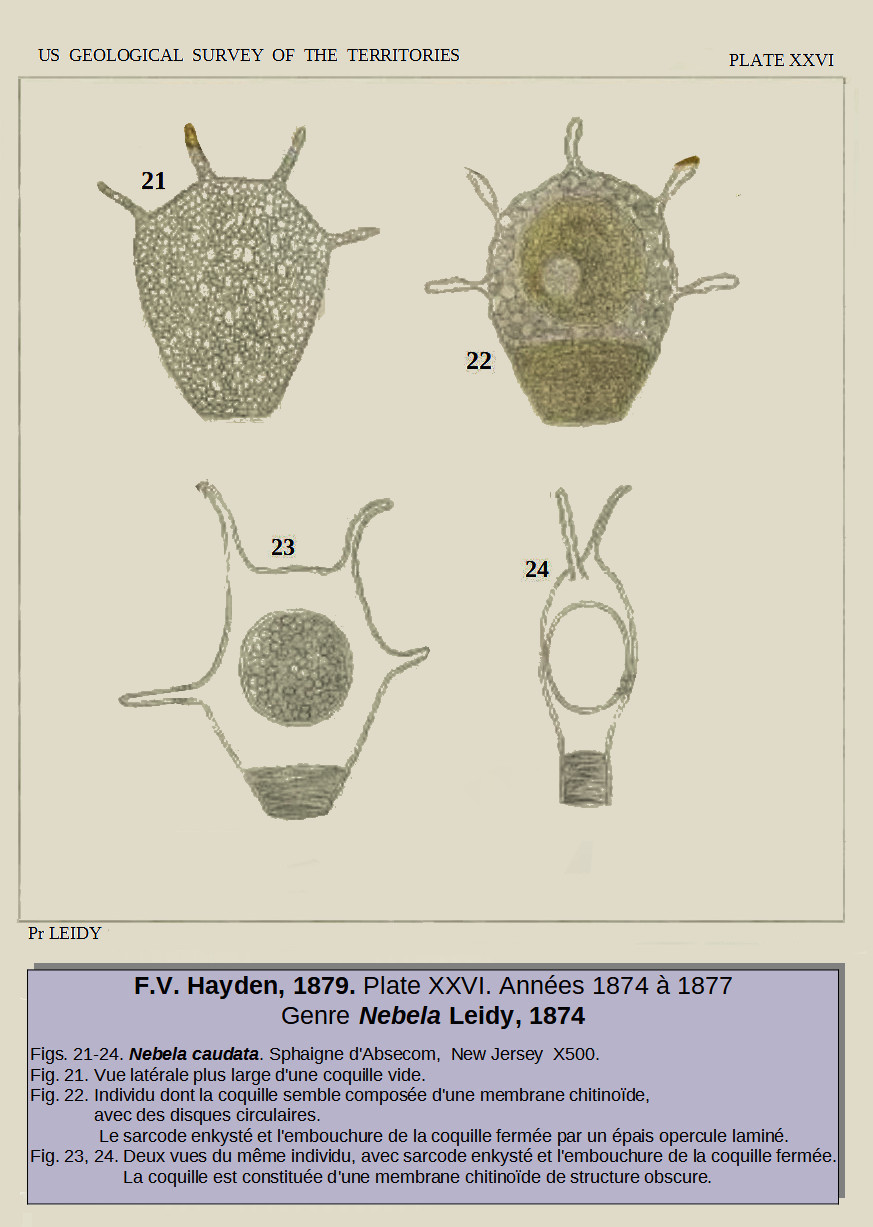
Nebela Leidy, 1874

Sa longueur varie entre 95 et 115 µm, sa largeur entre 74 et 81 µm, pour une ouverture de 28 à 32 µm de large.

## Habitat
L'espèce type Nebela collaris vit dans les marais à sphaignes, les mousses, la végétation aquatique des tourbières.

## Liste des genres
Selon IRMNG (11 janvier 2025) :
- Alocodera  Jung, 1942
- Apodera Loeblich & Tappan, 1961
- Argynnia Vucetich, 1974
- Certesella Loeblich & Tappan, 1961
- Geamphorella Bonnet, 1959
- Jungia Loeblich & Tappan, 1961
- Nebela Leidy, 1875 sensu Kosakyan et al., 2016[2] genre type
  - Espèce type : Nebela collaris (Ehrenberg 1848) Leidy, 1879.
- Physochila Jung, 1942
- Porosia Jung, 1942
- Pseudonebela Gauthier-Lièvre, 1954
- Schoenbornia Decloitre, 1964
- Pseudogeamphorella Décloitre, 1964 (nomen nudum)

## Systématique
Le nom valide de ce taxon est Nebelidae Taránek (d), 1882.

### Publication originale
- (de) Karel J. Taránek, « Monographie der Nebeliden Böhmen's. Ein Beitrag zur Kenntnis der Süsswasser Monothalamien », Abhandlungen der Königlichen öhmischen Gesellschaft der Wissenschaften, Autriche-Hongrie, vol. 6,‎ 1882, p. 1-56.